# 劉禧
劉禧（471年—479年6月25日），字仲安，宋明帝刘彧第十二子，母为泉美人。
宋明帝无生育能力，诸弟的姬妾怀孕后，送入宫中，生子后，杀其母，交给受宠的六宫嫔妃抚养。
泰始七年（471年）出生。元徽四年八月丁卯（476年9月14日），封始建王，食邑二千户。
建元元年四月甲午（479年5月29日），萧道成受禅，建立齐朝，降封劉禧为荔封县公，食邑一千五百户。五月辛酉（6月25日），劉禧被杀害。

## 延伸阅读
[在维基数据编辑]
 《宋書/卷90》，出自沈约《宋书》